# Wenke Kujala
Wenke Kujala, née le 17 juillet 1976 à Hambourg (Allemagne), est une triathlète allemande, championne d'Allemagne de triathlon longue distance en 2006.

## Palmarès
Le tableau présente les résultats les plus significatifs (podium) obtenus sur le circuit national et international de triathlon depuis 2001,.
| Année | Compétition                                           | Pays      | Position           | Temps           |
| ----- | ----------------------------------------------------- | --------- | ------------------ | --------------- |
| 2010  | Challenge Barcelona-Maresme                           | Espagne   | Médaille d'argent  | 9 h 39 min 12 s |
| 2008  | Ironman Allemagne                                     | Allemagne | Médaille de bronze | 9 h 24 min 54 s |
| 2008  | Kraichgau Triathlon                                   | Allemagne | Médaille d'argent  | 3 h 17 min 46 s |
| 2007  | Cologne Classic                                       | Allemagne | Médaille d'or      | Timing          |
| 2007  | Ironman 70.3 Allemagne                                | Allemagne | Médaille d'argent  | 4 h 47 min 27 s |
| 2007  | Rothsee-Triathlon                                     | Allemagne | Médaille d'or      | Timing          |
| 2006  | Championnats d'Allemagne de triathlon longue distance | Allemagne | Médaille d'or      | 9 h 34 min 24 s |
| 2004  | Ironman Suisse                                        | Suisse    | Médaille d'argent  | 9 h 34 min 24 s |
| 2004  | Nibelungen-Triathlon                                  | Allemagne | Médaille d'argent  | 2 h 9 min 10 s  |
| 2001  | Ironman Canada                                        | Canada    | Médaille d'argent  | 10 h 10 min 0 s |